# Санса Старк
Санса Старк е литературен герой от поредицата на Джордж Р. Р. Мартин „Песен за огън и лед“.

## Биография
Санса произхожда от един от Великите родове – Домът Старк. Тя е най-голямата и втора дъщеря на лорд Едард Старк.
Влиза като персонаж през 1996 г. в „Игра на тронове“, Санса е най-възрастната дъщеря и второто дете на Лорд Едард Старк и съпругата му лейди Кейтлин Старк. Впоследствие тя се появява в следните три романа, „Сблъсък на крале“ (1998), „Вихър от мечове“ (2000) и „Пир за врани“ (2005 г.). Докато отсъства от петия роман „Танц с дракони“, Санса ще се върнете в предстоящата следващата книга от поредицата, „Ветровете на зимата“.
В адаптацията на поредицата на HBO, Игра на тронове, Санса Старк се играе от Софи Търнър.